# Dis

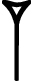
DIŠ

A DIS (DIŠ, angol átírással DISH vagy GIŠ) sumer szó, alapjelentése: „erdő” (sok fa), „fa”. Jelentésátvitellel „jogar” és „hímtag”. Írásban az ékírás egyik alapjele, függőleges ék: 𒁹 vagy 𒐕. Az unicode jelkészlet U+12079 (DISH) és U+12415 (GESH) kódjával írható. A különböző ékírásos szótárak és lexikonok a jelek csoportosításának megfelelően különböző számok alatt közlik:
- Borger, 2004. = 748
- P. Anton Deimel 1928. = 480
- Altbabylonische Zeichenliste der Sumerisch-literarischen Texte = 390
- Hethitisches Zeichenlexikon = 356

Az ékírást használó népek különböző hangértékkel használták:
- sumer: dis, nigida, gis2, ges2 (DIŠ, NIGIDA, GIŠ2, GEŠ2)
- akkád-asszír: ana, gi, tis (ANA, GĪ, ṬIŠ)
- hettita: disz, tisz, dász, tász (diš, tiš, dáš, táš).

Az akkád, asszír és hettita írásokban egyszerű szótagjel a megfelelő hangértékkel vagy determinatívum. A sumerben viszont szójel is.
- 𒁹 (DIŠ): 1 számjel
- 𒐕 (GIŠ2): 60 számjel

Determinatívumként (értelmező jel) férfi személynevek előtt áll másodlagos jelentése miatt. Átírása ilyenkor felső indexbe tett m vagy l.  Például az mNIR.GÁL hettita feliratban a dis utal arra, hogy nem Nergal istenről van szó, hanem II. Muvatallisz hettita királyról. A hettita írásban a „fa” jelentésű GIŠ elkülönült a DIŠ-től, saját jele: 𒄑.
Szintén a DIŠ-t jelölte a 𒑖 jel is (unicode U+12456). Ez az óasszírban és az újasszírban a négyes számot is jelentette. 𒑖 (óasszír), 𒑖 (újasszír), ellentétben a többi ékírásos nyelvvel, ahol a négyes számot a 𒐉 jelentette.
A DIŠ-t írhatták még három függőleges ékkel 𒑉, amely egyben a kilences számot is jelölte (3×3).